# Pohang Jecheol High School

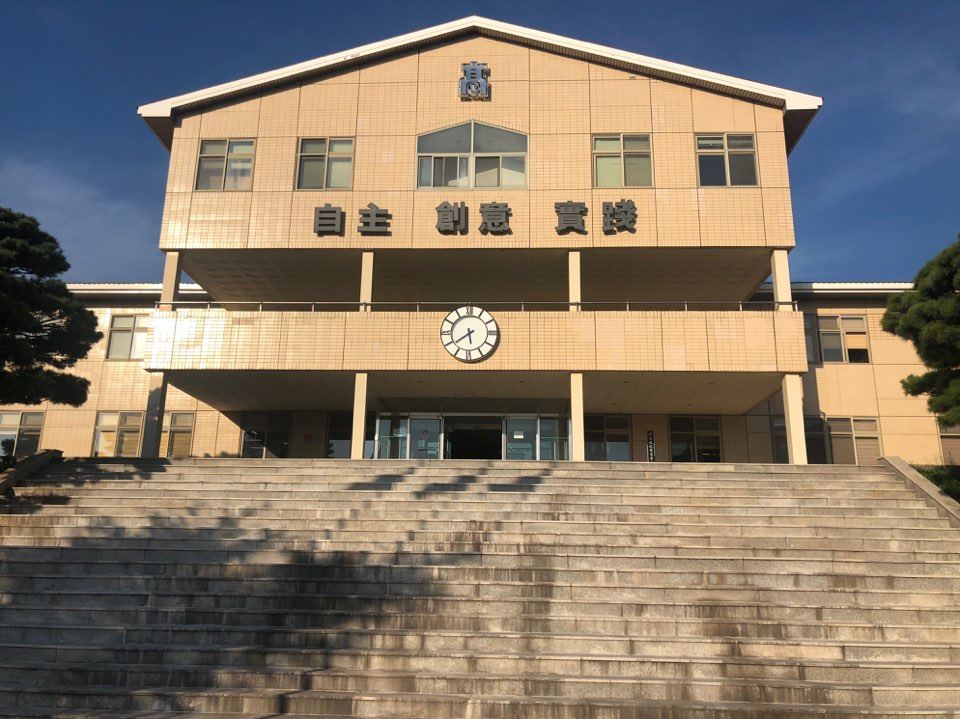
Pohang Jecheol High School (2018)

Die Pohang Jecheol High School  ist eine private Hochschule in Südkorea. Die Hochschule liegt in Pohang. Die Schule wird von der Firma POSCO betrieben. Von ihrer Gründung bis 2001 war sie eine staatlich-geführte Einrichtung und seit 2002 ist sie eine private Einrichtung von POSCO.
Der Name „Jecheol“ heißt im Koreanischen „Stahl“ und bezieht sich hierbei auf die POSCO-Firma. Einrichtungen der Firma POSCO haben immer die Bezeichnung „Jecheol“ in ihrem Namen enthalten. Aktuell hat die Hochschule 1.278 Schüler, die von 115 Lehrern unterrichtet werden.
Die Hochschule unterhält normale Schulfächer, besitzt aber eine Fußballabteilung in Kooperation mit Pohang Steelers.
Am 26. November 1980 genehmigte die Stadt Pohang die Gründung dieser Schule. Am 1. März 1981 wurde die Hochschule eingeweiht und fünf Tage später wurde sie Offiziell eröffnet. Am 9. Februar 1984 schlossen zum ersten Mal 113 Schüler die Hochschulausbildung ab. Am 20. Oktober 2001 ging die Hochschule von staatlicher in Privater Hand über. Am 22. Februar 2013 gründete die Hochschule eine Fußballabteilung mit dem Ziel, junge Spieler auszubilden. Sie kooperiert seitdem mit Pohang Steelers und bildet ihre Jugendspieler aus.